# Aussillon
Aussillon – miejscowość i gmina we Francji, w regionie Oksytania, w departamencie Tarn.
Według danych na rok 1990 gminę zamieszkiwały 7673 osoby, a gęstość zaludnienia wynosiła 748 osób/km² (wśród 3020 gmin regionu Midi-Pyrénées Aussillon plasuje się na 41. miejscu pod względem liczby ludności, natomiast pod względem powierzchni na miejscu 1067.).